# Нижнее Куркиярви
Нижнее Куркиярви, Еловое — пресноводное озеро на территории Амбарнского сельского поселения Лоухского района Республики Карелии.
Площадь озера — 1,2 км². Располагается на высоте выше 154,2 метров над уровнем моря.
Форма озера продолговатая: оно более чем на два километра вытянуто с северо-запада на юго-восток. Берега каменисто-песчаные, местами заболоченные.
Из северо-западной оконечности Нижнего Куркиярви вытекает ручей без названия, который, протекая ниже через озеро Верхнее Хаппаярви, впадает в озеро Нижнее Хаппаярви. Из последнего берёт начало река Семенга, впадающая в Кизреку, которая, в свою очередь, впадает в Топозеро.
Населённые пункты и автодороги вблизи водоёма отсутствуют.
Код объекта в государственном водном реестре — 02020000411102000000315.